# (6561) Gruppetta
(6561) Gruppetta (1991 TC4) – planetoida z pasa głównego asteroid okrążająca Słońce w ciągu 4,17 lat w średniej odległości 2,59 j.a. Odkryta 10 października 1991 roku.